# 第五次伊松佐河之役
1916年2月，德軍發起凡爾登戰役，法軍總司令約瑟夫·霞飛呼籲路易吉·卡多尔纳在伊松佐河發動攻勢，以減輕法軍壓力。3月11日～3月29日，意軍第2、第3集團軍以7個軍的兵力發起第5次戰役。經炮火準備，第2集團軍重點進攻戈里齊亞以北奧軍陣地。意軍炮火因雨雪和大霧收效甚微，步兵遭奧軍頑強抵抗，進攻受阻。